# Fadschr-3 (Artillerierakete)
| Basisdaten   | Basisdaten                             |
| ------------ | -------------------------------------- |
| Land         | Iran                                   |
| Bezeichnung  | Fadschr-3 (deutsch), Fajr-3 (englisch) |
| Klasse       | Artillerie-Rakete                      |
| Nutzlast     | 45 kg                                  |
| Gefechtskopf | 45 kg                                  |
| Länge        | 5,20 m                                 |
| Durchmesser  | 240 mm                                 |
| Startgewicht | 407 kg (Rakete) 45 kg (Sprengkopf)     |
| Reichweite   | 45 km                                  |

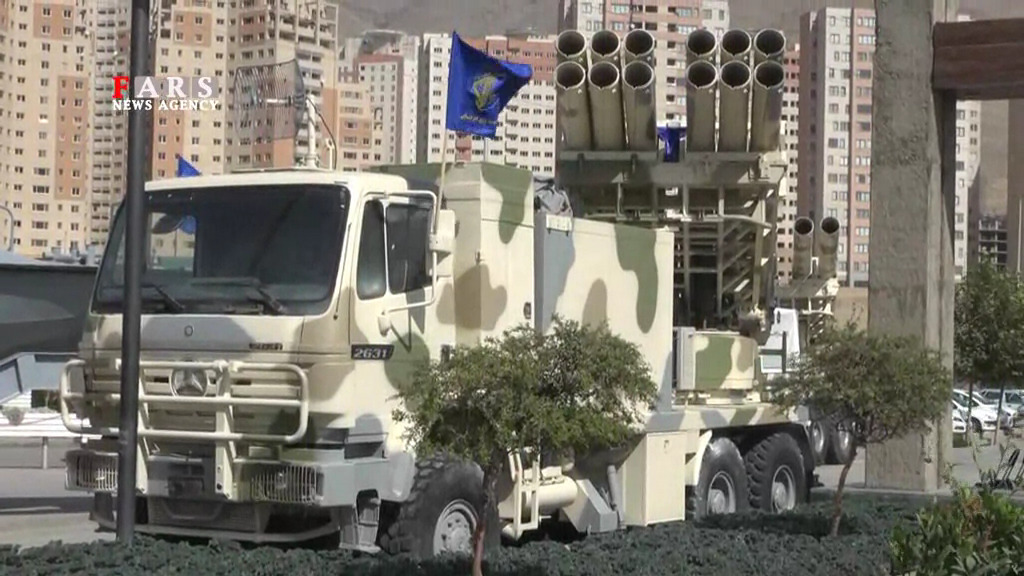
Fadschr-3-Startfahrzeug der Iranischen Revolutionsgarde

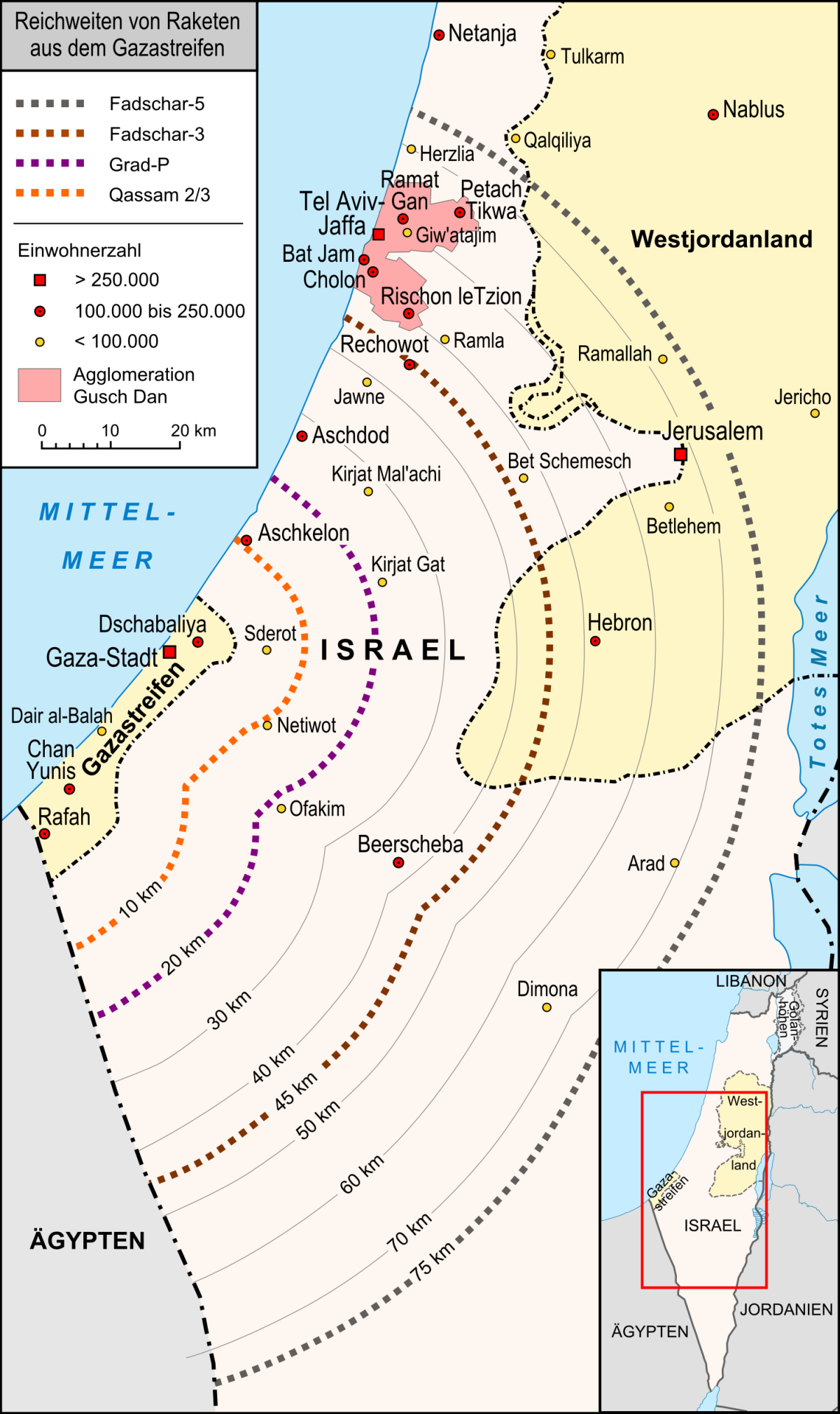
Reichweiten von Raketen aus dem Gazastreifen

Die Fadschr-3 (von persisch fadschr „Frühlicht“ oder „Morgendämmerung“) ist eine iranische Artillerierakete, die dritte Generation der Katjuscha.
Die 5,2 Meter lange, 240 Millimeter Durchmesser Artillerierakete hat eine geschätzte Reichweite von 45 Kilometer, wiegt 407 Kilogramm und trägt einen Sprengkopf von 45 Kilogramm.
Eingesetzt wurde sie von der Hisbollah im Libanonkrieg 2006.
Die Islamische Republik Iran gab 2006 bekannt, auch eine Mittelstreckenrakete mit dem Namen Fadschr-3 entwickelt zu haben. Dem amerikanischen Militäranalysten Bill Gertz zufolge bezweifelten Kreise des amerikanischen Verteidigungsministeriums die gemachten Behauptungen.

## Geschichte
Die Produktion startete im März 1990 durch Shahid Bagheri Industries möglicherweise mit Nordkoreas Unterstützung als Irans Verteidigungsminister Akbar Torkan ankündigte, dass die Massenproduktion der Fadschr-3 stattfindet.
Es wurde am 6. November 1996 bekannt, dass die Fadschr-3 von Parchin Missile Industries Division of the Iranian Defense Industries Organization (DIO), mit einer Reichweite von 40 km, einem Kaliber von 240 mm und ausgerüstet mit einem Feststoffraketentriebwerk, entwickelt wurde.

## Anwender
- Iran
- Hisbollah
- Hamas
- Islamischer Dschihad[7]
- Syrien